# Сусу Пекораро
Суса́на Раке́ль Пекора́ро (ісп. Susana Raquel Pecoraro; 4 грудня 1952, Буенос-Айрес, Аргентина), відоміша як Сусу́ Пекора́ро — аргентинська акторка театру, кіно та телебачення.

## Біографія
Сусу Пекораро народилася 4 грудня 1952 року у Буенос-Айресі. У 1975 році закінчила Консерваторію драматичного мистецтва. 1977 року почала зніматися у серіалах, через рік — у кіно. Успіх до акторки прийшов після фільму Каміла (1984), за який вона отримала премію «Гойя», а також нагороди кінофестивілів у Карлових Ваарах, Гавані, Біарриці. 2004 і 2007 року отримувала премію Кларін за ролі у кіно і серіалах, 2007 року — премію Мартін Ф'єрро за роль у серіалі Mujeres de nadie.

## Вибрана фільмографія
- Мій брат Хав'єр (телесеріал) / Mi hermano Javier (1977) — Ліла
- Угода / El arreglo (1983)
- Каміла / Camila (1984) — Каміла О'Горман
- Високі підбори / Tacos altos (1985) — Луїса
- Південь / Sur (1987) — Росі Ечегоєн
- Любов Кафки / Los amores de Kafka (1988) — Мілена Єсенська
- Пристрасна (телесеріал) / Apasionada (1993) — Долорес Нельсон
- Підпільні історії у Гавані / Historias cladestinas en La Habana (1997) — Лаура
- Лаура і Зоя (телесеріал) / Laura y Zoe (1998) — Зоя
- Рома / Roma (2004) — Рома Ді Торо
- Нічиї жінки (телесеріал) / Mujeres de nadie (2007) — Ана Ортега
- Той, хто мене кохає (телесеріал) / Alguien que me quiera (2010) — Палома Вакаресса
- Істинна правда: Життя Естели / Verdades verdaderas, la vida de Estela (2011) — Естела де Карлотто
- Війна сусідів (телесеріал) / Los vecinos en guerra (2013—2014) — Тереза Родрігес
- Левиця (телесеріал) / La leona (2016) — Софія Урібе / Сара Ліберман